# Fórmulas de Newton-Cotes

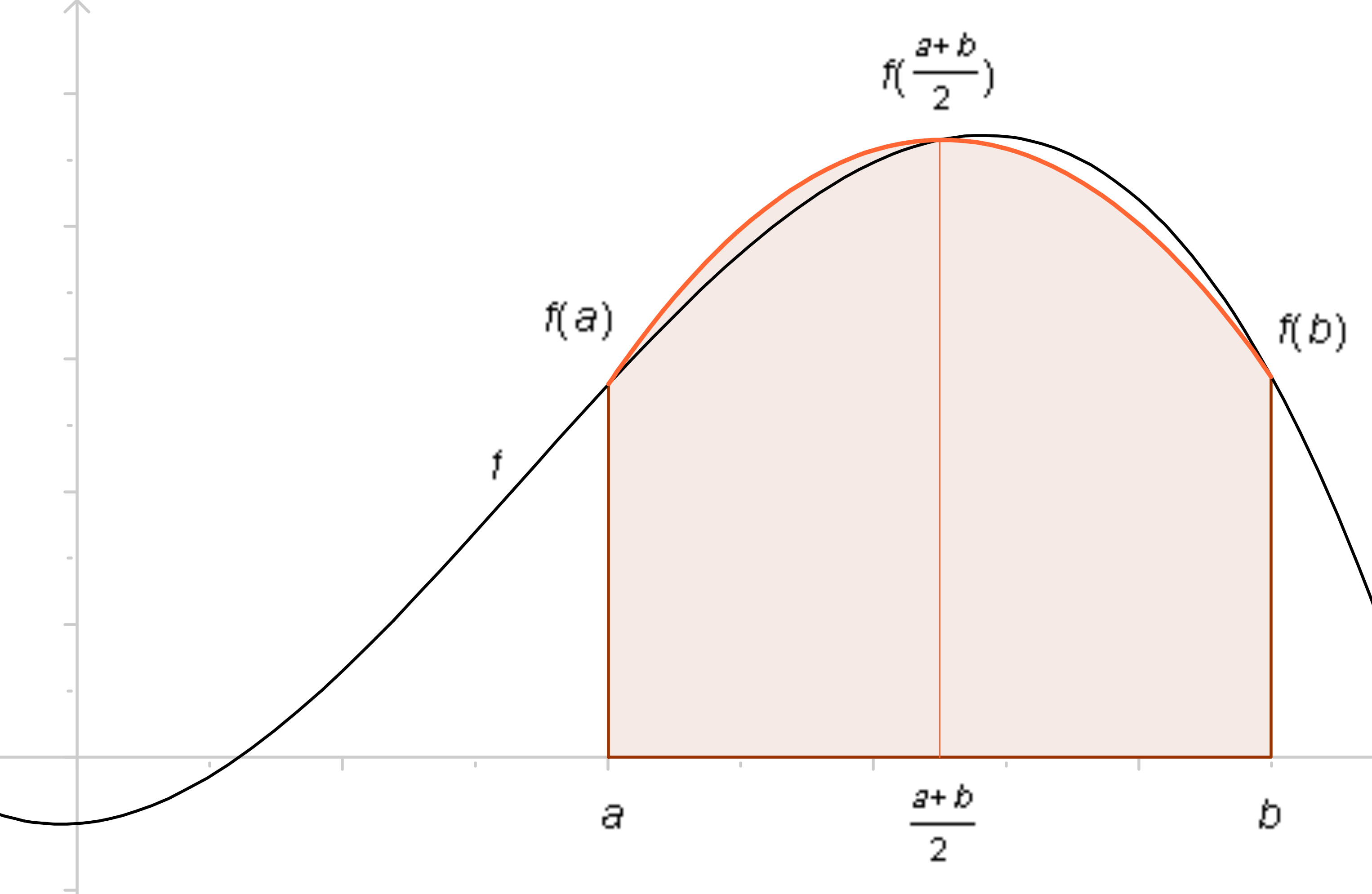
Fórmula de Newton-Cotes para n=2

Em Análise numérica, as Fórmulas de Newton-Cotes, também chamadas de Regras de Quadratura de Newton-Cotes, ou simplesmente Regras de Newton-Cotes, são um grupo de fórmulas para Integração numérica (também chamadas de Quadratura) baseadas na avaliação do integrante em pontos igualmente espaçados. Foram batizadas em homenagem a Isaac Newton e Roger Cotes.
As fórmulas de Newton-Cotes podem ser úteis se o valor do integrante, em pontos igualmente espaçados, é fornecido. Se for possível trocar os pontos nos quais o integrante é avaliado, então outros métodos, como Quadratura Gaussiana e Quadratura de Clenshaw–Curtis são, provavelmente, mais adequados.

## Descrição
Assume-se que o valor da função ƒ, definida entre [a, b] é conhecido, em pontos xi entre i = 0, …, n igualmente espaçados, onde x0 = a e xn = b. Existem dois tipos de Fórmulas Newton–Cotes, as "fechadas" que utilizam o valor da função em todos os pontos, e as "abertas", que não utilizam os valores da função nas extremidades. A fórmula de Newton–Cotes, de grau n é definida como:
{\displaystyle \int _{a}^{b}f(x)\,dx\approx \sum _{i=0}^{n}w_{i}\,f(x_{i})}
Onde xi = h i + x0,
com h (tamanho do passo) igual a (xn − x0) / n = (b − a) / n. Os wi são chamados de pesos.
Como demonstrado na derivação seguinte, os pesos são derivados das bases polinomiais de Lagrange. Isto significa que eles dependem apenas de xi e não da função ƒ. Sendo L(x) a interpolação polinomial em Lagrange para os pontos dados (x0, ƒ(x0) ), …, (xn, ƒ(xn) ), então:
{\displaystyle \int _{a}^{b}f(x)\,dx\approx \int _{a}^{b}L(x)\,dx=\int _{a}^{b}{\bigl (}\sum _{i=0}^{n}f(x_{i})\,l_{i}(x){\bigr )}\,dx=\sum _{i=0}^{n}f(x_{i})\underbrace {\int _{a}^{b}l_{i}(x)\,dx} _{w_{i}}.}
A fórmula de Newton-Cotes aberta, de grau n é definida como:
{\displaystyle \int _{a}^{b}f(x)\,dx\approx \sum _{i=1}^{n-1}w_{i}\,f(x_{i}).}
Os pesos são encontrados de maneira similar á fórmula fechada.

## Instabilidade para graus mais elevados
Uma fórmula de Newton-Cotes de qualquer grau n pode ser construída. Porém, para n elevados, a regra de Newton-Cotes pode sofrer do Fenômeno de Runge, onde erros aumentam exponencialmente para n elevados. Métodos como a Quadratura Gaussiana e a Quadratura de Clenshaw-Curtis com pontos espaçados de maneira desigual (acumulados nas extremidades do intervalo de integração) são estáveis e muito mais precisos, e são geralmente escolhidos no lugar de Newton-Cotes. Se estes métodos não podem ser utilizados, porque o integrante é dado em uma grade igualmente distribuída, o Fenômeno de Rungue pode ser evitado utilizando a regra composta, como explicado a seguir.

## Fórmula de Newton Cotes fechada
Esta tabela lista algumas das Fómulas de Newton-Cotes do tipo fechadas. A notação {\displaystyle f_{i}} é a abreviação de {\displaystyle f(x_{i})}, com xi = a + i (b − a) / n,, e n graus.
| Grau | Nome usual           | Fórmula                                                                  | Termo de erro                                                |
| ---- | -------------------- | ------------------------------------------------------------------------ | ------------------------------------------------------------ |
| 1    | Regra do Trapézio    | {\displaystyle {\frac {b-a}{2}}(f_{0}+f_{1})}                            | {\displaystyle -{\frac {(b-a)^{3}}{12}}\,f^{(2)}(\xi )}      |
| 2    | Regra de Simpson     | {\displaystyle {\frac {b-a}{6}}(f_{0}+4f_{1}+f_{2})}                     | {\displaystyle -{\frac {(b-a)^{5}}{2880}}\,f^{(4)}(\xi )}    |
| 3    | Regra 3/8 de Simpson | {\displaystyle {\frac {b-a}{8}}(f_{0}+3f_{1}+3f_{2}+f_{3})}              | {\displaystyle -{\frac {(b-a)^{5}}{6480}}\,f^{(4)}(\xi )}    |
| 4    | Regra de Boole       | {\displaystyle {\frac {b-a}{90}}(7f_{0}+32f_{1}+12f_{2}+32f_{3}+7f_{4})} | {\displaystyle -{\frac {(b-a)^{7}}{1935360}}\,f^{(6)}(\xi )} |

O expoente do segmento de tamanho b - a no termo de erro mostra a taxa com a qual o erro de aproximação diminui. A derivada de ƒ no termo do erro mostra que polinômios podem ser integrados exatamente (por exemplo, com erro igual a zero). Note que a derivada de ƒ no termo do erro aumenta em 2 para cada outra regra. O número {\displaystyle \xi } está entre a e b.

## Fórmulas de Newton Cotes Abertas
Esta tabela lista algumas das fórmulas de Newton-Cotes do tipo abertas. Novamente, 'ƒi é abreviação de ƒ(xi), com xi = a + i (b − a) / n, de n graus.
| Nome usual         | Tamanho do passo                 | Fórmula                                                        | Termo do erro                                             | Grau |
| ------------------ | -------------------------------- | -------------------------------------------------------------- | --------------------------------------------------------- | ---- |
| Método Retangular  | {\displaystyle {\frac {b-a}{2}}} | {\displaystyle (b-a)f_{1}\,}                                   | {\displaystyle {\frac {(b-a)^{3}}{24}}\,f^{(2)}(\xi )}    | 2    |
| Método do Trapezio | {\displaystyle {\frac {b-a}{3}}} | {\displaystyle {\frac {b-a}{2}}(f_{1}+f_{2})}                  | {\displaystyle {\frac {(b-a)^{3}}{36}}\,f^{(2)}(\xi )}    | 3    |
| Regra de Milne     | {\displaystyle {\frac {b-a}{4}}} | {\displaystyle {\frac {b-a}{3}}(2f_{1}-f_{2}+2f_{3})}          | {\displaystyle {\frac {7(b-a)^{5}}{23040}}f^{(4)}(\xi )}  | 4    |
| Sem nome           | {\displaystyle {\frac {b-a}{5}}} | {\displaystyle {\frac {b-a}{24}}(11f_{1}+f_{2}+f_{3}+11f_{4})} | {\displaystyle {\frac {19(b-a)^{5}}{90000}}f^{(4)}(\xi )} | 5    |

## Regra Composta
Para que as regras de Newton-Coles sejam precisas, o tamanho de passo h precisa ser pequeno, o que significa que o intervalo de integração {\displaystyle [a,b]}, deve ser pequeno, comportamento que não se observa na maioria das vezes. Por esta razão, usualmente se realiza uma integração numérica, dividindo {\displaystyle [a,b]} em subintervalos menores, aplicando a regra de Newton-Cotes em cada subintervalo, e somando os resultados. Isto é chamado de Regra composta, veja Análise Numérica.